# Hartford, Alabama
Hartford là một thành phố thuộc quận Geneva, tiểu bang Alabama, Hoa Kỳ. Dân số năm 2009 là 2420 người, mật độ đạt 150 người/km².